# 西蒙·維森塔爾中心
西蒙·維森塔爾中心（英語：Simon Wiesenthal Center）是一个为了纪念在二次世界大战中被纳粹杀害的犹太人而成立的国际人权组织。他们透过社区参与、教育拓展和社会行动，培养忍耐与谅解。此中心正视当代的重要问题，例如种族歧视、反犹太主义、恐怖主义及种族灭绝。这组织是被联合国、联合国教育科学暨文化组织及歐洲委員會公认的非政府组织。
这组织以建筑工程师西蒙·維森塔爾命名。这位奥地利犹太人在二战的大屠杀中失去了家人，此后他誓言要打倒纳粹。
中心是由创始人兼会长的海尔（Rabbi Marvin Hier）所领导，库柏（Rabbi Abraham Cooper）及梅尔（Rabbi Meyer Ma）分别担任副会长及行政主任的职位.
中心于1977年成立，与不同的公众及私人机构紧密接触，并与不同的官员进行会议，如美国及其它外国政府，外交官员及国家元首也在列。这中心会关注的其它方面包括：处决纳粹战争罪犯；大屠杀及其事件之教导；中东局势；极端主义群、新纳粹主义及其在网上散布的仇恨情绪。
西蒙·維森塔爾中心及其宽容博物馆（Museum of Tolerance）是奥地利国外服务的众多伙伴组织之一。奥地利国外服务发送年轻奥地利人在西蒙·維森塔爾中心执行奧地利猶太人大屠殺纪念服务。

## 办公室位置
西蒙·維森塔爾中心的总部位于洛杉磯。亦有其它地方的办公室：纽约、迈阿密、多伦多、耶路撒冷、巴黎及布宜诺斯艾利斯。通过以上的国家及国际办公室，西蒙·維森塔爾中心实行以上提及的方针纪念大屠杀事件。

## 图书馆及数据库
位于洛杉矶的图书馆及数据库已经收藏近五万卷藏书及非印刷类资料。此外还有图片、日记、书信、手工艺品、艺术品及罕有书籍，这些资料可供研究员，学生及其它公众参阅

## 外部連結
- 官方网站

### Archival collections
- Guide to the Courage to Remember: The Holocaust, 1933-1945 Posters. （页面存档备份，存于） Special Collections and Archives, The UC Irvine Libraries, Irvine, California.

### Other
- 互联网电影数据库上Moriah Films的资料（英文）
- Response Magazine Online Archive
  - Response - America Remembers: One Year Later, Remembering the Victims, Pondering the Lessons Also in the Issue: International Community & the Mideast; Tragedy of Palestinian Children; The Real Obstacles to Peace; Global Terror Update; Internet Used by Terrorists, Racists; Museum of Tolerance

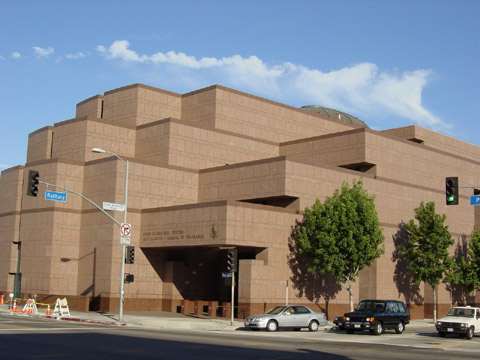
西蒙·維森塔爾中心

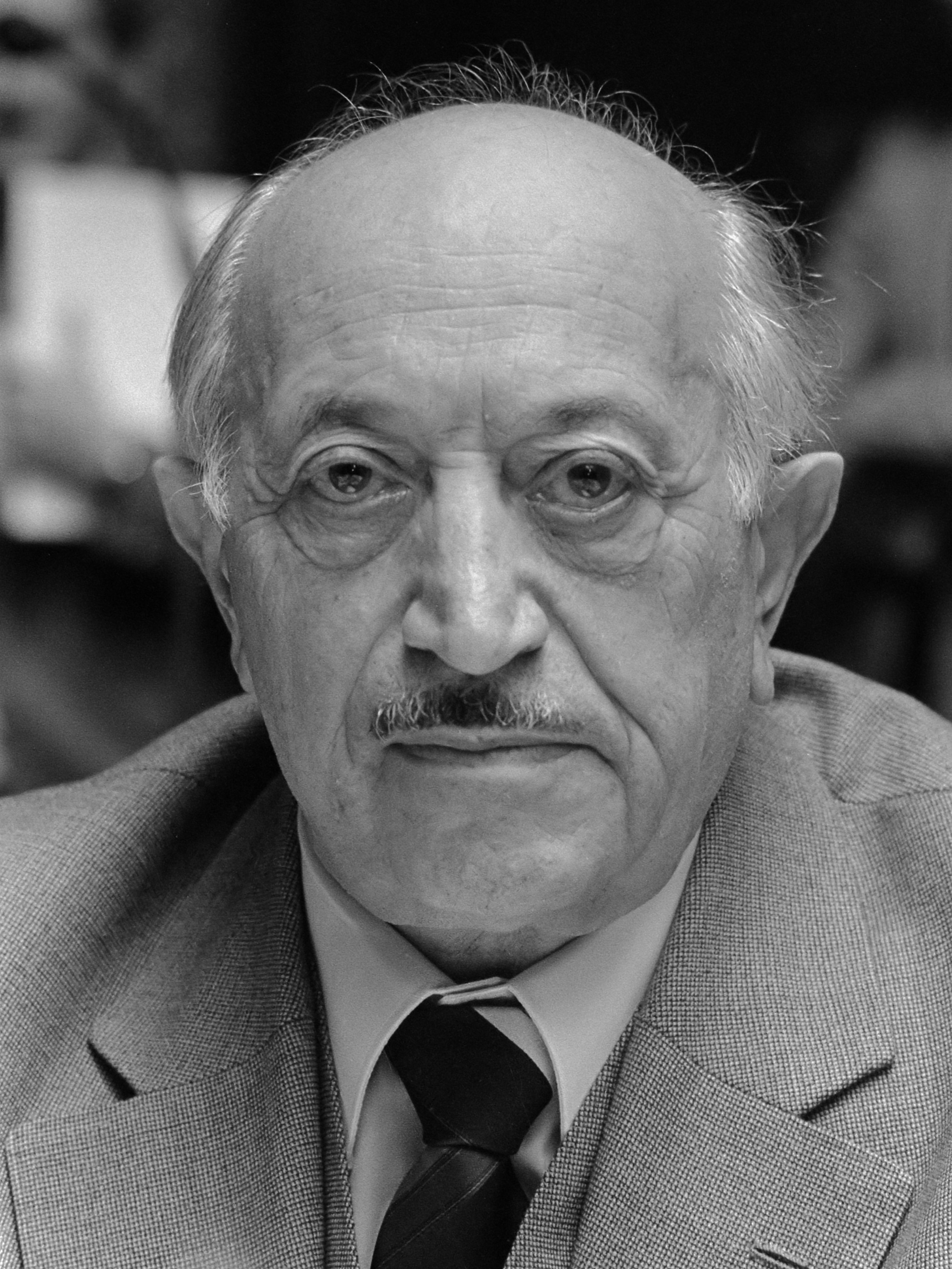
西蒙·維森塔爾

- Simon Wiesenthal （页面存档备份，存于） at The Jewish Virtual Library
- Haaretz 11/03/05[永久]
- Tour of the Wiesenthal Center Library & Archives for the C-SPAN School Bus, February 9, 1999
- .   [2016-10-05]. （原始内容存档于2006-05-28）.

34°03′14″N 118°24′07″W / 34.05389°N 118.40194°W